# A.I.M.
A.I.M. (Advanced Idea Mechanics) o I.M.A. (Ideas Mecánicas Avanzadas) es una organización ficticia de villanos y supervillanos que aparecen en los cómics estadounidenses publicados por Marvel Comics, que apareció por primera vez en Strange Tales # 146. La organización fue creada por Stan Lee y Jack Kirby. Se caracterizan por ser una red de traficantes de armas terroristas y científicos especializados en armamento altamente avanzado y tecnológico cuyo objetivo final es el derrocamiento de todos los gobiernos del mundo para su propio beneficio. La organización comenzó como una rama de HYDRA, creada por el Barón Strucker. Sus creaciones más notables incluyen Cubo Cósmico, Super-Adaptoide y M.O.D.O.K.; este último ha sido representado como un miembro destacado de A.I.M. y, en algunas encarnaciones, es el líder de la organización.
A.I.M. ha aparecido en varias adaptaciones de medios, incluidas series de televisión y videojuegos. La organización hizo su debut cinematográfico en la película de Marvel Cinematic Universe, Iron Man 3 (2013), encabezado por Aldrich Killian.

## Historial de publicaciones
La organización conocida como A.I.M. apareció por primera vez en Strange Tales # 146 (julio de 1966), y se reveló que era una rama de la organización conocida como THEM en Strange Tales # 147 (agosto de 1966), una organización más grande mencionada en Strange Tales # 142 (marzo de 1966), y se muestra en Tales of Suspense # 78 (junio de 1966) unos meses antes. Más tarde se reveló que THEM también era una organización matriz del Imperio Secreto y que, de hecho, era una nueva encarnación de la organización previamente disuelta Hydra en Strange Tales # 149 (octubre de 1966).

## Organización
A.I.M. es una organización de científicos brillantes y mercenarios dedicados a la adquisición del poder y el derrocamiento de los gobiernos del mundo por medios tecnológicos. Su liderazgo tradicionalmente consistía de un Consejo de Administración de siete miembros (antes conocido como Consejo Imperial) con un presidente rotativo. Debajo de los directores se encuentran varios supervisores de la división, y debajo de ellos están los técnicos y los vendedores / distribuidores.
La organización suministra armas y tecnología a varias organizaciones terroristas y subversivas, tanto para promover una revolución tecnológica violenta como para obtener un beneficio. Los agentes de A.I.M. están involucrados frecuentemente en la investigación, el desarrollo, la fabricación y la venta de alta tecnología. Los miembros de A.I.M. están obligados a tener por lo menos una maestría o un doctorado en alguna área de la ciencia, las matemáticas, o el negocio.
El alcance de A.I.M. es mundial, incluyendo varias organizaciones pantalla como Targo Corporation, la Integración Internacional de Datos y Control, e Industrias Cadenza. A.I.M. también ha operado bajo otros frentes, incluyendo Koenig and Strey, Laboratorios Pacific Vista, y Omnitech.
A.I.M. ha tenido varias bases de operaciones, incluyendo un submarino nuclear móvil en el Océano Atlántico; una base en Bronx, Nueva York; Black Mesa, Colorado; West Caldwell, Nueva Jersey; Asia, Canadá, Europa, Haití, India, Sudán y Boca Caliente (también conocida como la Isla A.I.M.), una república insular en el Caribe.

## Tecnología
A.I.M. ha creado tres grandes instrumentos de potencial mortífero que se destacan muy por encima del resto de sus logros. El mayor de ellos fue el Cubo Cósmico, un dispositivo capaz de alterar la realidad. A.I.M. no se dio cuenta de que solo habían fabricado el dispositivo de contención cúbico; el verdadero poder era una entidad accidentalmente arrastrada a esta dimensión. Con el tiempo, el Cubo Cósmico se convertiría en Kubik. El segundo logro fue el Super-Adaptoide, un androide capaz de imitar el aspecto y los poderes de otros seres. Los poderes del Super-Adaptoide fueron posibles gracias a la incorporación de una pequeña porción del Cubo Cósmico en su forma. Cuando Kubik recuperó la porción al derrotar al Adaptoide, el androide quedó inanimado. El tercer logro de A.I.M. fue MODOK (Mental Organism Designed Only for Killing), un humano mutado artificialmente con una enorme cabeza y el correspondiente cerebro masivo computacional, con habilidades psiónicas. MODOK originalmente era un científico ordinario de A.I.M. que fue seleccionado por el líder de A.I.M. en el momento, el Científico Supremo, para ser el sujeto de pruebas de los experimentos biónicos y genéticos que lo convirtieron en MODOK. Después de su transformación, MODOK asesinó al Científico Supremo y tomó el control de A.I.M., y más tarde aprovechó del caos organizativo tras la destrucción de la Isla Hydra y las muertes del Barón Strucker y de la mayoría de los miembros principales de Hydra para romper los lazos de A.I.M. con la organización.
El nivel de tecnología de A.I.M. es muy avanzado como cualquiera en la Tierra, y sus científicos también han construido cyborgs, robots, y androides; sus agentes utilizan una variedad de submarinos, aerodeslizadores, aviones, etc. A.I.M. también ha tratado crear versiones de MODOK, incluyendo la transformación de la Dra. Katherine Waynesboro en Ms. MODOK y la creación de SODAM (más tarde renovada como MODAM). Desde la redirección de A.I.M. como un traficante de armas exóticas, sus miembros tienen acceso a todo el armamento exótico disponible en sus almacenes.
Los líderes de A.I.M. tradicionalmente visten trajes de negocios amarillos de tres piezas. Los supervisores técnicos usan trajes amarillos, casquetes, y gafas de seguridad. Sin embargo, la organización es reconocida por los cascos de aspecto "apicultor", y el traje NBQ de sus subordinados desde su primera aparición.
Sin embargo, como resultado del arco "Scorpion: Poison Tomorrow" de Amazing Fantasy, A.I.M. se ha ganado un nuevo traje, el cual es una armadura insectoide con grandes cañones.
El miembro de Livewires llamado Cornfed usa un uniforme A.I.M. También usa un botón que hace referencia a "The Real AIM".

## Historia
Los orígenes de A.I.M. comenzaron a finales de la Segunda Guerra Mundial con el Barón Wolfgang von Strucker creando su organización subversiva Hydra. Bajo el nombre clave "T.H.E.M.", él creó dos ramas de Hydra: Ideas Mecánicas Avanzadas y el Imperio Secreto. El propósito de A.I.M. era desarrollar tecnología avanzada para Hydra. Estaban cerca de crear armas nucleares cuando la Isla Hydra fue atacada por las tropas japonesas y estadounidenses. Aunque Hydra sufrió un importante revés, sobrevivió y creció en secreto durante las décadas siguientes.
A.I.M. ha tenido numerosos encuentros con varios superhéroes y supervillanos, y es objeto de investigaciones encubiertas de S.H.I.E.L.D. Fue responsable de la reactivación de Cráneo Rojo de su animación suspendida. Una fábrica de androides de A.I.M. en un pantano de Florida una vez fue atacada por S.H.I.E.L.D., lo cual involucró al Conde Bornag Royale en una negociación de armas con S.H.I.E.L.D. A.I.M. a continuación atacó la base de operaciones de S.H.I.E.L.D. en Nueva York. Como resultado de estos eventos, Royale fue desacreditado, y la sede de A.I.M. fue destruida.
A.I.M. contrató a Batroc para recuperar un compuesto explosivo llamado Inferno 42, y envió un androide químico contra Nick Fury y el Capitán América. A.I.M. también envió a su agente especial, Cyborg, contra el Capitán América. A.I.M. participó en un encuentro con Maggia y su "Big M". A.I.M. también ha capturado a Iron Man en un intento para analizar y reproducir su armadura. A.I.M. fue responsable de la breve transformación de Betty Ross en la Arpía. A.I.M. envió a su agente especial, el Destructor, para capturar a Ms. Marvel.
Durante un tiempo, un cisma desarrollado dentro de A.I.M. causó que este se dividiera en las facciones Azul y Amarillo. Estas facciones se enfrentaron el uno al otro, empleando a Deathbird como una de sus operativas. A.I.M. capturó a la Mole y a Namor para probar el Virus X en ellos. La facción Azul más tarde hizo un intento de recuperar el Cubo Cósmico. Una segunda batalla se produjo entre las facciones rivales, pero las facciones ya no parecen estar activas dentro de A.I.M.
A.I.M. eventualmente contrató a la Sociedad Serpiente para matar a MODOK, lo cual hicieron. A.I.M. fue responsable de un ataque jet en la base de los Vengadores de la Costa Oeste y luego se hizo cargo de Boca Caliente y desató un microbio a bordo del satélite espacial Stark. A.I.M. también envió a un agente para tratar de confiscar las bandas-cuánticas de Quasar.
Se reveló que la organización se había convertido en un grupo "tecno-anarquista", sin conexión alguna con Hydra, e incluso con odio hacia el fascismo. Con la introducción del personaje Death Head 3.0, una futura versión pacifista de la organización fue comprometida, con un personaje sorpresa como el líder.
Se reveló que la organización se había convertido en un grupo "tecno-anarquista", sin conexión con Hydra, e incluso un odio al fascismo. Con la introducción del personaje Death's Head 3.0, se promete una futura versión pacifista de la organización, con un personaje sorpresa como líder.
Más tarde se reveló que A.I.M. ayudó a Thunderbolt Ross y a Doc Samson en la creación de Red Hulk.
Se reveló que A.I.M. estaba detrás de la dimensión de bolsillo de la Tierra-13584 al usar un poco de tiempo que obtuvieron para alterar ciertos eventos para que puedan obtener la tecnología y la ciencia de varios individuos. Hicieron esto explotando la naturaleza fluida del tiempo provocada por las manipulaciones de Kang el Conquistador que viajaba para alterar el pasado. Esto duró hasta que los Vengadores Oscuros terminaron en esta realidad causando que colapsara. Los Vengadores Oscuros pudieron salir antes de que la dimensión del bolsillo colapsara.
Después de que los Vengadores Secretos reclutaron a Taskmaster después de liberarlo de Bagalia, lo enviaron a infiltrarse en el nuevo Consejo Superior de A.I.M., consistente de Andrew Forson, Graviton, Jude el Hombre Entrópico, Mentallo, Superia, y Yelena Belova. Andrew Forson entonces llevó a A.I.M. para asistir a una exposición de armas que condujo a que A.I.M. luchara contra los Vengadores Secretos. Durante la batalla, Andrew Forson aprovechó la oportunidad para robar la armadura de Iron Patriot.
Daisy Johnson lanzó una operación no autorizada para enviar a los Vengadores Secretos a la Isla A.I.M. para asesinar a Forson, y aparentemente lo mataron. Johnson terminó suspendido por romper el protocolo y Maria Hill fue puesta a cargo de S.H.I.E.L.D. nuevamente. Como se reveló que Forson estaba vivo todo el tiempo, se conoce la noticia de que A.I.M. es un nuevo miembro permanente del Consejo de Seguridad.
Usando un dispositivo aún no identificado en las páginas de Avengers World, Andrew Forson y AIM aceleran el flujo de tiempo dentro de los límites de la Isla A.I.M., creando en cuestión de horas el año del progreso en el mundo real y transformando A.I.M. en una tecnología avanzada imperio.
AIM tiene una rama más violenta, Advanced Ideas of Destruction (AID); Las dos organizaciones en competencia eran antagonistas principales de Capitán América a mediados de la década de 2000.

### Avengers Idea Mechanics
Durante la historia de Time Runs Out, que tendrá lugar ocho meses en el futuro, Sunspot revela que compró A.I.M. y utilizó sus recursos para investigar las incursiones. Los héroes que trabajan como parte de Avengers Idea Mechanics incluyen Hawkeye, Chica Ardilla, Songbird, Wiccan y Hulkling, White Tiger, Power Man y Pod. Sunspot revela que el grupo fue mucho más fácil de tratar después de que se despidió a gran parte de la administración superior. Muchos héroes que trabajan en el equipo principal de los Vengadores, como Thor y Hyperion, también se encuentran trabajando junto a A.I.M. Una vez que lograron crear una máquina para impulsar a los individuos a través del Multiverso, algunos de los héroes que estaban ayudando a A.I.M. se ofrecieron a participar en un viaje de ida para encontrar el origen de las Incursiones que amenazan toda la realidad.
Como parte de All-New, All-Different Marvel, se reveló que los miembros de A.I.M. que huyeron cuando Sunspot compró A.I.M. fueron contratados por Maker, donde trabajan para su organización WHISPER (abreviatura de la sede mundial para la experimentación filosófica científica internacional e Investigación) como su herramienta personal para remodelar el mundo.
Después de la lucha contra Maker, Sunspot se reúne con el gobierno y hacen planes para fusionar Avengers Idea Mechanics en el gobierno de los EE. UU. Al mismo tiempo, Avengers Idea Mechanics derrota a los grupos de astillas de A.I.M.

### American Intelligence Mechanics
La fusión entre el gobierno de los EE. UU. y Avengers Idea Mechanics dio lugar a la formación de American Intelligence Mechanics.

## Miembros

### Líderes
- Alessandro Brannex (Super-Adaptoide)[40] – Un Androide y Presidente de la Junta.
- Monica Rappaccini[41] – Madre de Carmilla Black, Científica Suprema, y nacional italiana. Ella tiene un doctorado en bioquímica de la Universidad de Padua. Se convirtió en un radical, desarrolló venenos para la Black Orchestra y AIM. Mónica buscó restablecer el contacto con su hija.
- George Tarleton (MODOK)[42] – Excientífico de AIM y actual líder de AIM con el rango de Científico Supremo. Fue mutado por George Clinton y enloquecido por las energías presentes en la creación del primer Cubo Cósmico de la Tierra. También conocido como Organismo mental diseñado solo para matar, MODOC, Organismo mental diseñado solo para computación. Padre de Head Case (Sean Madigan)

#### Alto Consejo de A.I.M.
- Andrew Forson – El Líder Supremo del Consejo Superior de A.I.M.[30][43]
- Graviton – El Ministro de Ciencia.[30]
- Judas el hombre entrópico - el ministro de salud.[30]
- Mentallo – El Ministro de Asuntos Públicos.[30]
- Superia – El Ministro de Educación.[30]
- Taskmaster – El Ministro de Defensa (encubierto para los Vengadores Secretos).[30]
- Yelena Belova – La Ministra de Estado.[30]

#### Ex
- George Clinton[44] – Ex Científico Supremo. Él estuvo involucrado en la creación de MODOC / MODOK y el Cubo Cósmico. Su mente fue finalmente agotada por el Cráneo Rojo, Arnim Zola y Hate-Monger (un clon de Adolf Hitler) en un intento de recrear el Cubo Cósmico.
- Chet Madden[45] – exjefe de AIM y antiguo cliente de Connie Ferrari.
- Dr. Lyle Getz[44] – Un excientífico supremo. Actualmente está fallecido.
- Head Case (Sean Madigan)[46] – El hijo de MODOK.
- Maxwell Mordius[47] – Actualmente fallecido
- Valdemar Tykkio[23] – Científico Supremo. Instituyó una toma de posesión de Boca Caliente. Es el hermano de Yorgon Tykkio.
- Wolfgang von Strucker (Barón Strucker)[48] – Un nazi y también el fundador de Hydra.

#### Avengers/American Idea Mechanics
- Roberto da Costa - El líder de Surpreme después de su adquisición y compra de las facultades de A.I.M.
- Dr. Toni Ho - científica e ingeniera que trabaja, emula los diseños de Iron Man de Stark. Ella se convirtió en la segunda Rescue y luego en la tercera Iron Patriot.
- General Robert Maverick

## Otras versiones
A.I.M. tiene puestos avanzados en varios otros universos en Marvel Multiverse, incluidos los universos de Ultimate Marvel, Marvel 1602 y Era de Apocalipsis.

### Heroes Reborn
En la realidad de Heroes Reborn, AIM es liderado por Barón Zemo y MODOK cuando se enfrentan al Capitán América y a la nueva Bucky, Rebecca Barnes.

### Dinastía de M
En la realidad de House of M, AIM se reimagina como un movimiento de resistencia humana dirigido por Monica Rappacini para oponerse a Exodus, gobernante de Australia y sus cohortes.

### Marvel Adventures
En la versión de Marvel Adventures de Iron Man, AIM, a través del uso de compañías ficticias, adquirió la plataforma de vuelo de Stark International y la tecnología de haz uni en su invasión de Madripoor, un país del tercer mundo. Gia-Bao Yinsen trató de decirle al mundo sobre los ataques terroristas de AIM en su país. Sin embargo, su mensaje es desestimado. Durante la prueba de Tony Stark de su nuevo planeador con energía solar, AIM hace que Tony se estrelle en su isla artificial. El corazón de Tony está dañado, y AIM lo obliga a construir un arma EMP para permitir que las fuerzas de AIM terminen su conquista de Madripoor. A cambio, AIM reparará su corazón. Tony se entera de que Yinsen también fue secuestrado, ya que AIM quería evitar que le contara al mundo sobre sus ataques a su país y usar su intelecto para construir tecnología para AIM. Similar al Universo Marvel principal de Iron Manorigen, Yinsen y Tony construyen armaduras para escapar. Sin embargo, Yinsen destruye el generador que alimenta la isla para salvar su tierra natal. La explosión mata a Yinsen, pero Tony Stark vive. Tony se convierte en Iron Man para evitar que personas como AIM cometan el mal contra inocentes. Aquí, el Científico Supremo es una mujer de pelo negro que es extremadamente brillante. Además, los uniformes que utiliza AIM son básicamente trajes naranjas NBC. Sin embargo, el Científico Supremo usa ropa negra en un estilo similar al de Darth Vader. 

### Ultimate Marvel
En el mundo de Ultimate Marvel, están comandados por el ultimate Mad Thinker, para robar la máquina Cerebro de los Ultimate X-Men. Las intenciones reales del ultimate A.I.M. están por revelarse. En la miniserie Ultimate Vision, se introduce a esta organización, esparcida alrededor del mundo, con una estación espacial para sus investigaciones a cargo de George Tarleton. Él y su equipo intentaron tomar el control de módulo que fue abandonado por Gah Lak Tus, pero no fueron capaces de hacerlo. Atrajeron entonces a Vision para que los ayudara haciéndole pensar que destruirían la nave de Gah Lak Tus y cuando Vision logró conectar al cybirg Tarleton a la nave, él le disparó un rayo de energía. George luego incorporó a su cuerpo los circuitos de Gah Lak Tus, convirtiéndolo en una máquina con una bizarra y monstruosa apariencia. Luego de esto tomó el control de la estación por "control remoto" y junto con el módulo, los desorbitó e hizo caer en picada hacia la Tierra diciendo que tenía "asuntos pendiente en la Tierra".

## En Otros Medios

### Televisión
- Aunque no identificado, algunos agentes de AIM, hicieron un cameo en Spider-Man and His Amazing Friends (Cameo) "Las Aventuras de los X-Men".
- AIM apareció en Iron Man, segunda temporada, durante el cual el sabotaje que mató al padre de Tony Stark, Howard Stark en el primer episodio de la temporada "El origen de Iron Man". A pesar de que se dio a entender que es causada por Justin Hammer, se reveló más tarde por haber sido causado por la AIM. AIM aparece periódicamente en toda la serie.
- AIM aparece en Iron Man: Armored Adventures:
  - En la primera temporada, episodio "Preparen, apunten, fuego". Se muestran trabajando en el proyecto MODOK en el momento de la albahaca Sandhurst tenía a Tony Stark mejorar los discos del controlador. En el episodio "La Presa de Pantera", Moisés Magnum se encuentra con AIM para darles el Vibranium que necesitaban para el arnés de MODOK. Iron Man y Pantera Negra lograron impedir el intercambio. En el episodio "diseñado sólo para el caos", AIM contrata Santo a la primavera del láser de estar del Helicarrier de S.H.I.E.L.D. con el fin de ser una fuente de energía para MODOK. Cuando se activa MODOK, él outs controlador para un plan de ir en contra de AIM para mejorar sus discos del controlador. MODOK a continuación, usurpa el Científico Supremo y se convierte en la cabeza de AIM. Después de Iron Man and Living Laser derrotan a Modok, las tormentas de SHIELD de la sede AIM. En el episodio "incontrolable", controlador termina descargada desde AIM y controla a Rick Jones para atraer a Hulk en un plan de venganza contra AIM solo para Iron Man para llegar a interferir y que viene bajo el control del controlador.
  - En la segunda temporada, el "Titanio contra el hierro" episodio, se revela que SHIELD sospecha que Justin Hammer comete actividades ilegales con uno de ellos de vender su tecnología a la AIM, entre otros como Hydra y los amos del mal.
- AIM aparece en The Avengers: Earth's Mightiest Heroes:
  - En la primera temporada, episodio "The Breakout" Pt. 1. Los Agentes de AIM dirigidos por un científico no identificada Supremo se muestran haciendo un trato con Lucía von Bardas en la cordillera hasta Iron Man interfiere y derrota a los agentes de AIM. Lucía logra huir de nuevo a Latveria, mientras que los agentes de AIM derrotado y el Científico Supremo que iba delante de ellos se llevan a la Bóveda de Iron Man. En el episodio "Todo es maravilloso" se establezca que los agentes AIM dirigidos por modok son responsables de convertir Simon Williams en el Hombre Maravilla. En el episodio "Picadura de la viuda", modok y AIM estaban trabajando en el cubo cósmico de Hydra. En el episodio "Hail Hydra", Baron Strucker termina conduciendo a sus Hydra fuerzas en la lucha contra Modok y AIM para la posesión del cubo cósmico.
  - En la segunda temporada, el episodio "solo contra AIM", AIM ha obtenido a Tecnívoro después de que había escapado previamente de la Bóveda durante la fuga en masa. Technovore ataca a los Agentes de AIM AIM hasta que algunos agentes lograron someterlo. A continuación, el Científico Supremo da órdenes a los agentes de AIM a caer Technovore bajar en Industrias Stark como parte de la venganza del Científico Supremo sobre Tony Stark para encerrarlo en la bóveda. El Científico Supremo y AIM luego cerraron todo el poder en Industrias Stark y se las arregla para tomar el control de Industrias Stark mientras se utiliza un Technovore con mando a distancia para apuntar a Tony Stark por el bloqueo en el reactor de arco en el pecho de Tony Stark como dice el científico supremo a Pepper Potts. Como AIM comienza a tomar rehenes, Technovore persigue a Tony Stark. A continuación, el Científico Supremo tiene los Agentes AIM de descargar diversos datos de los equipos de Industrias Stark, mientras que los otros agentes de AIM intentan robar dos de las armaduras de Tony Stark solo para ellos para ser derrotado por el Capitán América y Pantera Negra. El Científico Supremo se entera de que el Capitán América y Pantera Negra están en el edificio y ordena a los agentes tienen como objetivo robar las armaduras y tomar cualquier vibranium que tiene Pantera Negra. Tony luego engaña al Technovore en atacar a los tres agentes de AIM como Tony planea encabezar Maria Hill en el reactor de arco antes de AIM detona. Capitán América y Negro Pantera realizan fuego de cobertura a fin de que James Rhodes puede llegar a la armadura de War Machine. James Rhodes se pone la armadura de War Machine y ayuda a luchar contra los agentes de AIM. A medida que la descarga se ha completado, el Científico Supremo se entera de que han perdido el contacto con los agentes de AIM dirigidas a la armadura de Iron Man. Después de Iron Man y War Machine derrotan a Technovore en la orientación del principal reactor del arco, mientras que la desactivación de las bombas en el proceso, Iron Man, War Machine, el Capitán América, Pantera Negra, y Maria Hill ponerse al día con el Científico Supremo en el que derrotarlo y recuperar a la AIM datos que robó a Mainframe de Industrias Stark. En el episodio "Prisionero de Guerra", el Dr. Lyle Getz de AIM (que estaba en su camino a convertirse en un nuevo científico Supremo) es capturado por los Skrulls y como un Skrull asume su forma. Lyle se encuentra entre los prisioneros Skrull que se liberan por el Capitán América y Madame Hydra. En el episodio "Invasión Secreta", el Skrull haciéndose pasar por el Dr. Lyle Getz tiene AIM preparar una constelación de satélites que podría causar daños a la Tierra y luego dispara los agentes AIM presente. El Skrull Lyle Getz es posteriormente capturado por SHIELD utilizando equipos de detección de Skrull de Iron Man.
- AIM ha sido referencia en Marvel Anime:
  - En Marvel Anime: Iron Man, la organización Zodiac está afiliada a AIM y es probable que sea responsable de crear los mecanismos y la tecnología avanzada que tienen.
  - En Marvel Anime: Wolverine, se muestran algunos Agentes AIM persiguiendo a Tesshin Asano cuando Wolverine llega matando a los Agentes AIM. Se muestra que Shingen Yashida tiene conexiones con AIM, ya que su organización Kuzuryu es su proveedor. También se demostró que AIM tiene una nave furtiva donde se toma Omega Red después de que Wolverine lo hirió gravemente. AIM es responsable de construir el robot Vadhaka para Shingen Yashida y Hideki Kurohagi en un complot para eliminar a Wolverine.
- AIM aparece en Avengers Assemble:
  - En la primera temporada, episodio 8, "El Chico Molécula", MODOK conduce AIM en la orientación de Aaron Reece (que posee el dispositivo de realidad-deformación de su padre, El Hombre Molécula), pero los agentes de AIM a continuación, luchan contra Black Widow y Hawkeye. En el episodio "Héroes Hulkificados", MODOK ha estado teniendo a AIM trabajando en un experimento gamma donde es la unidad de memoria es robado por Nick Fury y Black Widow.
  - En el episodio 1 de la tercera temporada, "Adaptándose al cambio", el objetivo ha estado recogiendo distintos elementos de alta tecnología que incluía los restos del robot Ultron. El Científico Supremo ha utilizado la tecnología del Super-Adaptoide para crear algunos adaptoides. Durante la lucha contra los Vengadores, el Científico Supremo trae los adaptoides al siguiente nivel haciendo que se combinan con él. Los Vengadores descubrieron que el Científico Supremo utiliza un metal desconocido del espacio que encontró para los adaptoides. En el espacio que contiene el metal, los Vengadores fueron capaces de derrotar el Científico Supremo. En ese momento, vuelve Ultron en el cuerpo donde se absorbe los metales restantes del Adaptoide y al Científico Supremo de recrear su cuerpo. En el episodio, "La Creación del Arma Perfecta", el Líder trabaja en sus planes para hacer el arma perfecta robando la tecnología de A.I.M.
- AIM aparece en la nueva serie Spider-Man, episodio, "Relación Simbiótica". Un Spider-Man de traje negro ve a un agente AIM cerca de un sitio de construcción y se enfrenta a él solo para que más agentes de AIM salgan con armas de congelación. Spider-Man derrota a los agentes de AIM y los envía a la policía.

### Cine
- A.I.M. aparece en Iron Man: Rise of Technovore. En la película, el grupo es contratado por Ezekiel Stane y Sasha Hammer para desarrollar un virus tecno-orgánico llamado Tecnívoro.[51]
- A.I.M. aparece en la película de 2013, Iron Man 3. Se reimagina en la película como un grupo de expertos financiado por el gobierno y fundado por Aldrich Killian, con quien Tony Stark rompió una cita.[52] En la película, A.I.M. es el desarrollador del virus Extremis y también fue contratado para diseñar la armadura Iron Patriot.[53]

### Videojuegos
- Marvel Ultimate Alliance (Steven Blum)
- Iron Man
- Spider-Man: Web of Shadows
- Iron Man 2
- Iron Man 3
- Spider-Man (2018)
- Marvel vs. Capcom: Infinite fusionado con la Corporación Umbrella de Resident Evil llamándolo A.I.M.brella.